# Sardona
L'arena tettonica di Sardona (tedesco: Glarner Überschiebung) è una della principali zone tettoniche delle Alpi situate in Svizzera orientale. Si trova nelle Alpi Glaronesi.

## Caratteristiche
Lungo questa linea i monti elvetici vennero spinti oltre 100 km a nord, oltre all'Aarmassiv e al complesso infraelvetico. Questa zona rappresenta il confine tra l'antico blocco roccioso (elvetico) permo-triassico del gruppo verrucano ed il nuovo (esterno) blocco calcareo del Giurassico e del Cretacico, e del flysch e della molassa del Paleogene.
L'arena tettonica affiora da un'area relativamente grande nel cantone di Glarona, nel Canton San Gallo e nel Canton Grigioni, a causa dell'orientamento orizzontale e dell'altezza del rilievo. Tra i famosi affioramenti vi sono quello di Lochsite nei pressi di Glarona ed uno sul pendio chiamato Tschingelhörner, tra Elm e Flims.

## Patrimonio dell'umanità
Questo genere di faglie è comune in molte catene montuose in tutto il mondo, ma questa di Glarona ne è un ottimo esemplare, ed ha giocato un ruolo importante nello sviluppo geologico della formazione delle montagne. L'area in cui si trova il sovrascorrimento è stata dichiarata patrimonio dell'umanità dall'UNESCO, con il nome di "Arena tettonica svizzera di Sardona". Quest'area copre 32.850 ettari di territorio quasi esclusivamente montuoso diviso tra 19 comunità tra il distretto di Surselva, il Linth e il lago di Walenstadt. Nell'arena sono presenti numerosi picchi alti oltre 3000 metri, come ad esempio il Piz Segnas, il Surenstock (il cui nome romancio è Piz Sardona), il Ringelspitz ed il Pizol.
Nel 2006 il governo svizzero avanzò una prima proposta per far dichiarare questa regione un patrimonio dell'umanità presso l'IUCN. L'IUCN non riconobbe all'area un valore universale, e rigettò la richiesta. La Svizzera fece un secondo tentativo, questa volta fruttuoso, nel marzo 2008. La regione venne iscritta tra i patrimoni nel luglio 2008, perché "mostra un eccezionale esempio di costruzione di una montagna attraverso la collisione continentale"
L'American museum of natural history di New York espone una ricostruzione di questo sovrascorrimento.

## Storia

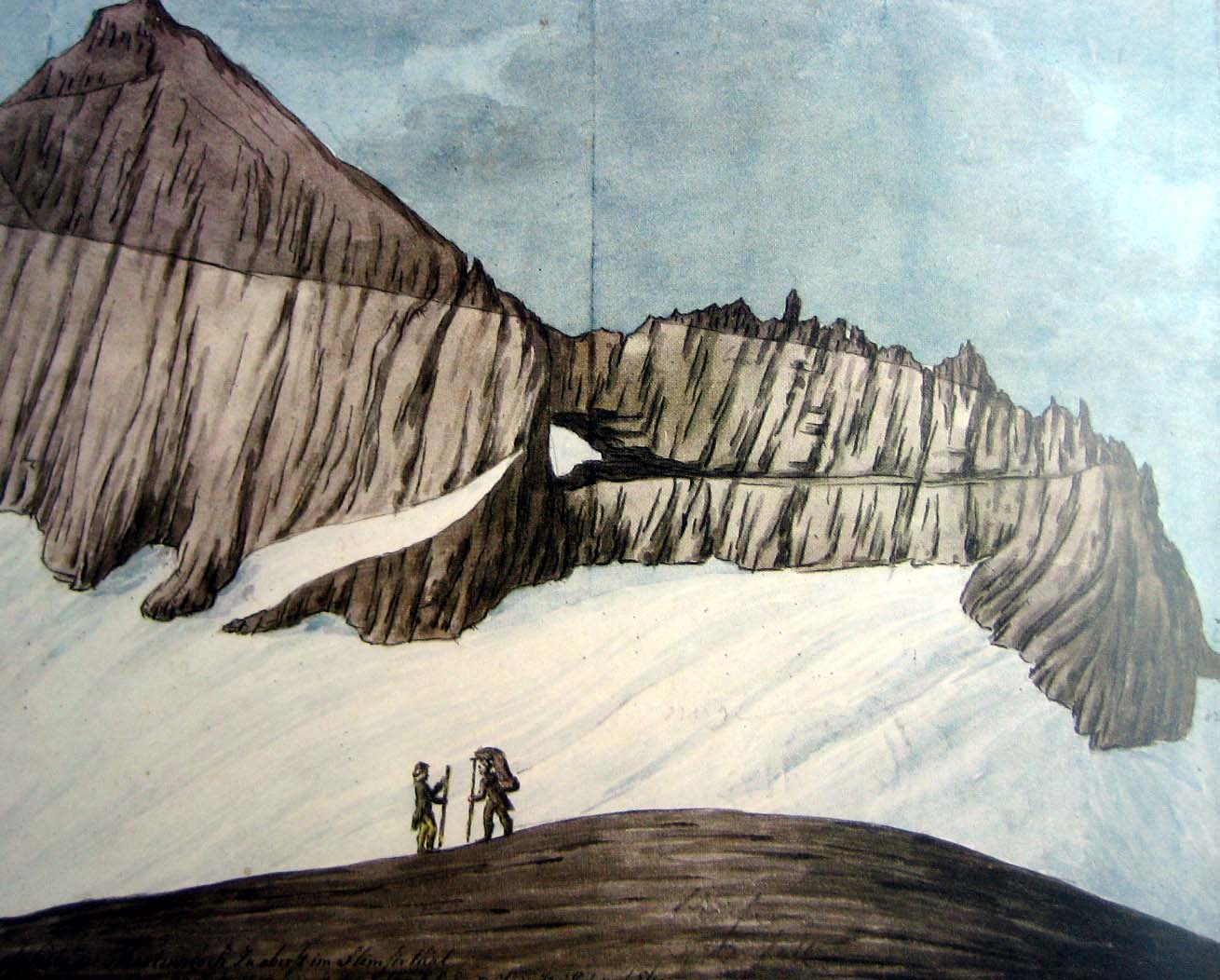
Disegno del Glarus nel Tschingelhörner, di Hans Conrad Escher von der Linth, 1812

Il primo naturalista ad esaminare il sovrascorrimento di Glarus fu Hans Conrad Escher von der Linth (1767-1823). Escher von der Linth scoprì che, in contraddizione con la legge della sovrapposizione formulata da Niccolò Stenone, la roccia più antica si trovava sopra a quella nuova in certi affioramenti del Glarus. Il figlio Arnold (1807-1872), primo professore di geologia presso la Eidgenössische Technische Hochschule Zürich, mappò la struttura con maggior dettaglio concludendo che avrebbe potuto trattarsi di un enorme sovrascorrimento. In quel periodo molti geologi credevano alla teoria dei geosinclinali, secondo cui le montagne sono formate da movimenti verticali all'interno della crosta terrestre. Escher von der Linth ebbe quindi difficoltà a spiegare la dimensione di questo sovrascorrimento.
Nel 1848 invitò il geologo britannico Roderick Impey Murchison, un'autorità internazionale, a controllare di persona la struttura. Murchison era esperto di faglie di queste dimensioni, e concordò con l'interpretazione data da Eschers. Comunque lo stesso Escher era dubbioso sulle sue conclusioni, e quando pubblicò le proprie osservazioni nel 1866 indicò il Glarus come una coppia di anticlini. Questa ipotesi venne giudicata assurda, come ammise anch'egli in privato.
Il successore di Eschers nel ruolo di professore a Zurigo, Albert Heim (1849-1937), inizialmente si bloccò sull'interpretazione del doppi anticline data dal predecessore. Alcuni geologi appoggiarono l'ipotesi del sovrascorrimento. Uno di essi fu Marcel Alexandre Bertrand (1847-1907), che lo definì una fagli nel 1884, dopo aver letto le osservazioni di Heims. Bertrand era esperto della Faille du Midi, un grande sovrascorrimento presente nelle Ardenne belghe. Nel frattempo i geologi britannici iniziarono a riconoscere la natura delle faglie delle Highlands scozzesi. Nel 1883 Archibald Geikie accettò il fatto che le Highlands fossero costituite da un sistema di faglie.
I geologi svizzeri Hans Schardt e Maurice Lugeon scoprirono nel 1893 che, nella svizzera occidentale, gli strati di rocce giurassiche si trovavano sopra la molassa, e ne concluse che la struttura delle Alpi era in realtà una serie di falde, larghi fogli di roccia accumulatisi l'uno sull'altro. Alla fine del secolo Heim venne anche convinto di una nuova teoria. Lui ed altri geologi svizzeri iniziarono a mappare le falde svizzere con maggior dettaglio. Da questo momento i geologi iniziarono a riconoscere le grandi faglie in numerose catene montuose in giro per il mondo.
Non si era però ancora capito da dove arrivassero le grandi forze che mossero le falde. Solo l'arrivo della teoria della tettonica a zolle degli anni cinquanta fornì la spiegazione. Nella tettonica a zolle il movimento orizzontale delle zolle tettoniche sul fondo morbido dell'astenosfera causa forze orizzontali sulla crosta terrestre. Attualmente i geologi credono che molte catene montuose si siano formate a causa dei movimenti convergenti delle zolle tettoniche.